# مکس فون شنکندورف
گوتلوب فریناند ماکسیمیلیان گوتفرید مکس فون شنکندورف (به آلمانی: Gottlob Ferdinand Maximilian Gottfried von Schenkendorf) شاعر آلمانی که در شهر تیلیست در پروس خاوری زاده و در شهر کوبلنتس از دنیا رفت از جمله آثار مهم او اگر همه غیر حقیقی باشند (سرود اس اس آلمان) است.

## نگارخانه

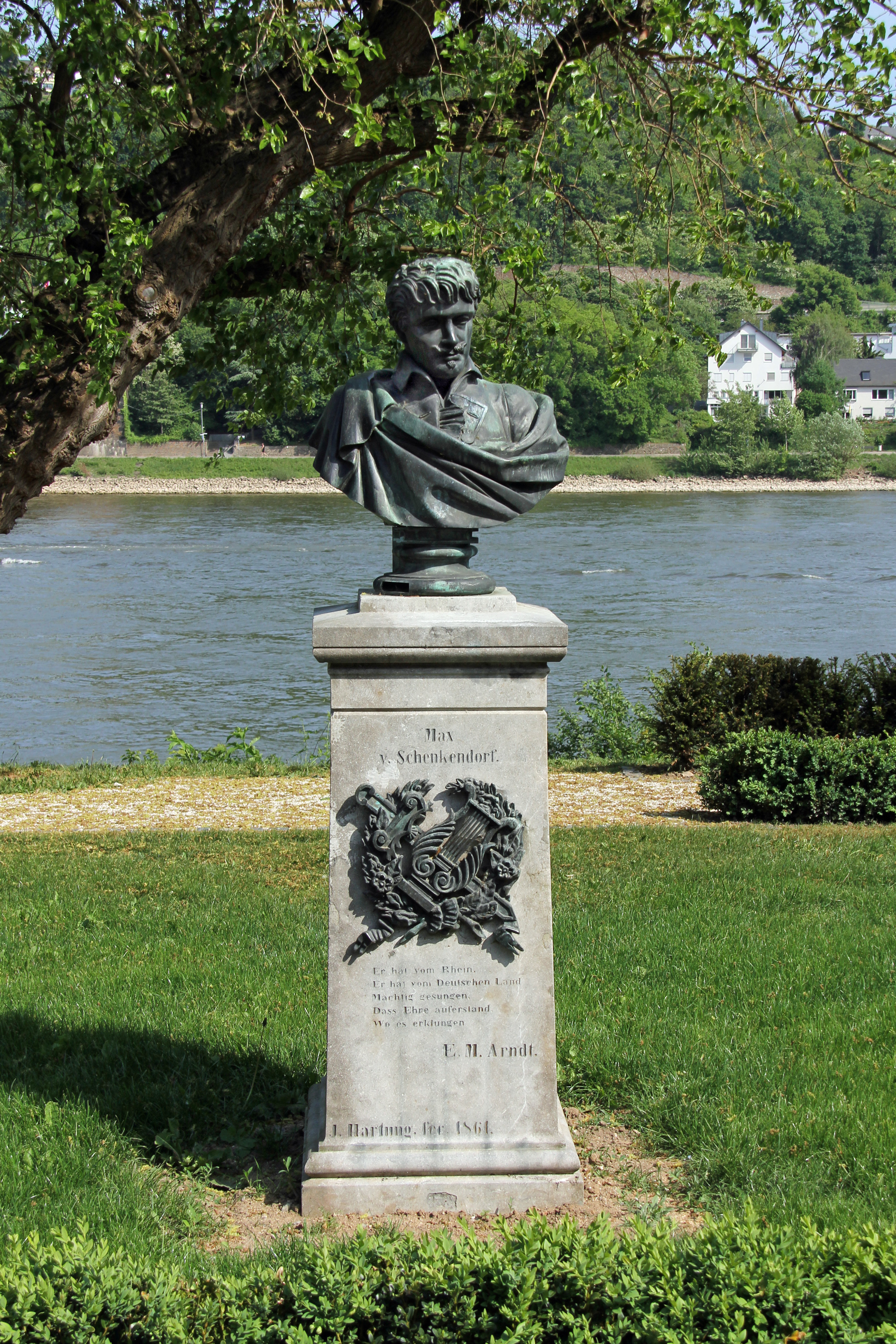
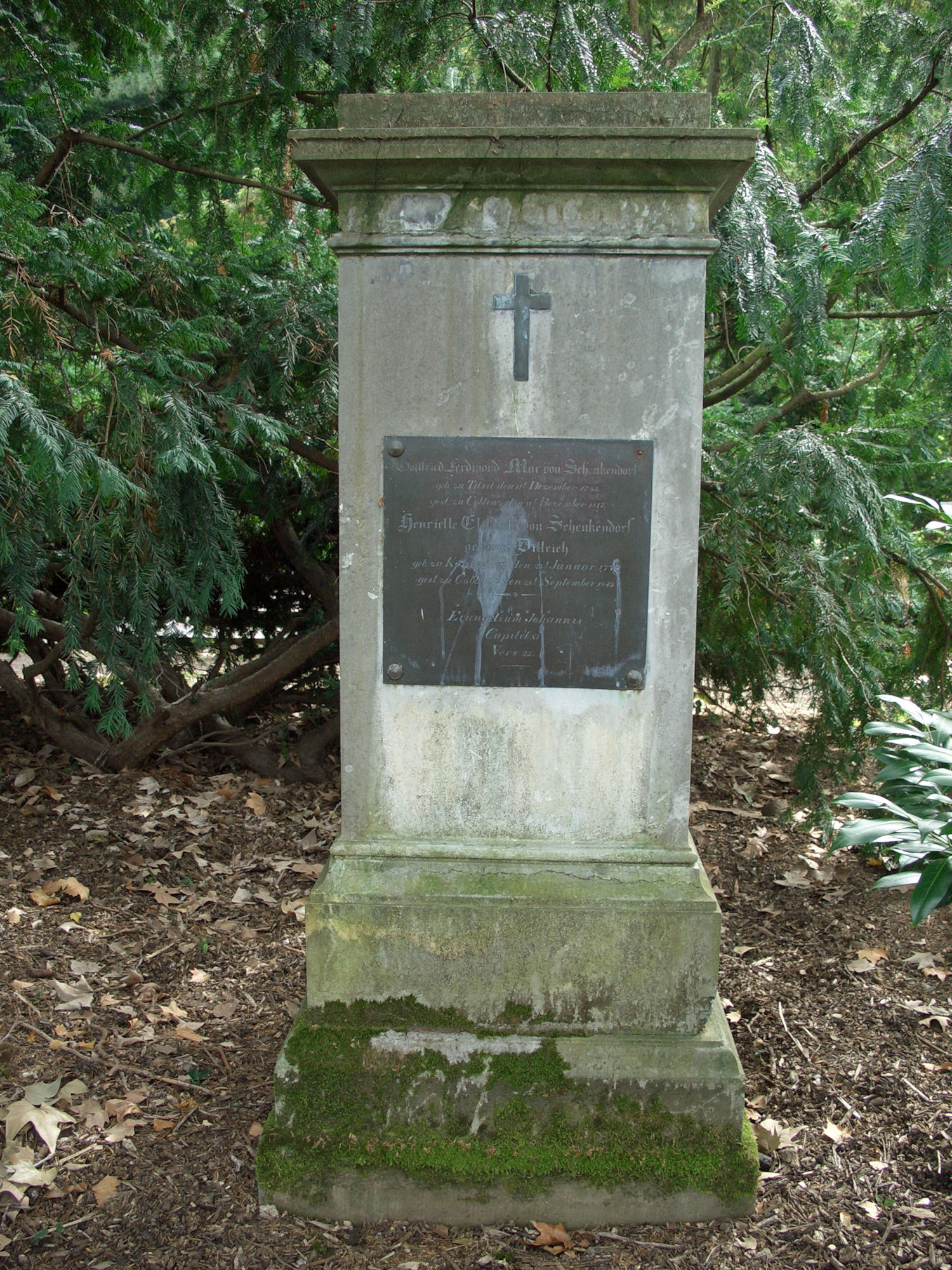
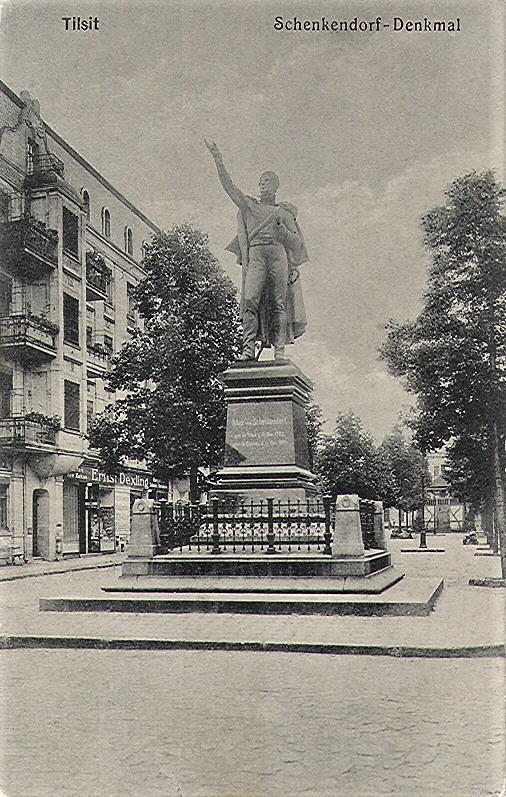